# قوبوز
قوبوز هي قرية في مقاطعة هشترود، إيران. عدد سكان هذه القرية هو 96 في سنة 2006.